# La Puebla de los Infantes
La Puebla de los Infantes – gmina w Hiszpanii, w prowincji Sewilla, w Andaluzji, o powierzchni 154,23 km². W 2011 roku gmina liczyła 3159 mieszkańców.
Na terenie gminy znajduje się Zbiornik José Torán o powierzchni 462 ha i pojemności zbiornika wynoszącej 113 hm³.